# Batalla de Oteiza
La batalla de Oteiza fue un enfrentamiento de 1874 durante la tercera guerra carlista, por la protección de los convoyes de suministros en Vitoria.

## Batalla
La incomunicación en que se encontraba la plaza de Vitoria con la línea del Ebro, a mediados de 1874, obligaba a emplear un número de fuerzas muy considerables para la protección de los convoyes. Con el fin de facilitar la marcha de uno de más de 300 carros de víveres y algunas piezas de artillería que con destino a aquella plaza debía salir de Miranda de Ebro el 12 de agosto, el general en jefe ordenó que Moriones distrajera la atención del enemigo atacando el pueblo de Oteiza, situado entre Estella y Larraga, a dos leguas de cada uno de estos puntos, ocupados por los carlistas desde hacía poco tiempo, pero sin duda con la intención de conservarlos, ya que Mendiri había dispuesto el estudio de unas obras de defensa, ya comenzadas, cuando supo que Moriones se encontraba el 10 de agosto con todas las fuerzas de su cuerpo de ejército concentradas en Larraga. El jefe carlista estuvo dudando si debía o no sostenerse, ya que los atrincheramientos comenzados el día 6 no estaban terminados, pero la decisión al fin de la consideración de tener asegurada su retirada sin peligro.
Oteiza está situada sobre una sierra, desde donde se domina todo el terreno hacia el sureste, pero en el sur la altura de Estella, a unos 600 m turba la visión. Al oeste las alturas de Santa Bárbara dominan al pueblo, y más allá el río Ega, bordea-ble en algunos puntos, limita los movimientos y sirve de apoyo al defensor. Al norte el terreno es accidentado, sobre todo hacia Mauries y monte Esquinza.
Mendiri situó tres batallones a las afueras del pueblo, parte de estos aprovechando las trincheras construidas; otro batallón en reserva dentro del pueblo; otros cuatro escalonados al oeste y 400 m de Oteiza por las alturas de Santa Bárbara en el vado de Avenzano; y, por último, situó cinco batallones en las alturas de la ermita de San Cristóbal, a media distancia entre Oteiza y Cirauqui, para evitar que ocupándose las los liberales pudieran entrar fácilmente en Cirauqui y Mañeru, pueblos más ricos que el objetivo del ataque.
Moriones, que el día 10 pernoctó en Larraga y el 11 emprendió a las seis de la mañana la marcha hacia Oteiza, pudo convencerse al llegar a 2 kilómetros del pueblo que no sólo se encontraban atrincheradas en parte sus alrededores, sino también una posición dominante de su derecha y algunos puntos del monte Esquinza. La división Catalana, que constituía el flanco derecho del frente liberal, debería atacar el pueblo con la brigada Cortijo, mientras que con la otra brigada y fuerzas de caballería debía atender a la extrema derecha de la frente para contener a las fuerzas carlistas del monte Esquinza. El coronel Arolas, con el 2.º batallón de Málaga, dos compañías de Tiradores del Norte y 130 caballos de Lusitania, se colocó en el centro, a 1 kilómetro del pueblo y a cubierto de los fuegos enemigos; y la división Colomo, constituyendo la izquierda, se apresta a forzar las trincheras de la extrema derecha enemiga iniciando un movimiento envolvente por su izquierda. El resto de las fuerzas, una brigada mixta comandada por Jaquetot, se situó en reserva, tomando posiciones convenientes para acudir al lugar más oportuno.
Inició el combate la artillería de ambos bandos, tras media hora de fuego la división Catalana comienza avanzar, atacando por el este y sureste del pueblo. Entretanto, la división Colomo emprende el ataque por el oeste sitúa su artillería, escoltado por parte de la caballería, a unos 2000 metros al suroeste de Oteiza, mientras la brigada Dabán, que constituía la extrema izquierda, se dirige en el extremo derecho del frente enemigo observando el valle del Ega, y la brigada Mariné avanza sobre las alturas del oeste del pueblo, apoderándose de una que lo domina, siendo socorrida por un batallón de los de Dabán con el fin de asegurar la posición conquistada.
En esta situación, siendo las doce y media del mediodía, se acentuó el movimiento envolvente por el este; la división Catalana, con sus guerrillas, llega a unos 50 metros del pueblo; Mariné sigue su movimiento envolvente por el oeste y Arolas avanza por el sur, sirviendo de lazo de unión entre ambas columnas de ataque. De repente la situación de la división Colomo se hace difícil por haberse presentado en el valle del Ega fuertes masas enemigas de infantería y caballería tratando de rodear su izquierda, masas que se retiraron cuando el general Moriones dispuso que un batallón y 150 caballos de la reserva reforzaran el flanco amenazado.
Desde el Monte Esquinza los carlistas hacían fuego con piezas del 8 el 12, hasta que los liberales apagaron sus fuegos, y dos batallones de infantería con unos cuantos caballos se establecieron en posición para impedir todo el ataque por esa banda.
En vista de la avanzada posición de sus tropas Moriones ordenó el ataque general, y ante la regularidad, aplomo y entusiasmo de las tropas liberales, los carlistas abandonaron el pueblo, haciendo algunos disparos desde una posición que tenían establecida cerca de Villatuerta antes de retirarse definitivamente del campo. Las bajas de los liberales fueron 422 por 172 de los carlistas. El general Moriones demostró en esta batalla no sólo el conocimiento del terreno y del enemigo, sino también sus excelentes condiciones militares, haciendo maniobrar de manera admirable sus tropas. Es de notar este combate porque por primera vez los carlistas atrevieron batirse al descubierto en parte y hacer uso de la artillería. Se debe advertir que los carlistas no tuvieron tiempo de preparar sus posiciones que, además, no defendieron con las fuerzas precisas. Sostuvieron mal al pueblo ante el temor de verse rodeados por la caballería liberal, sin tener en cuenta que parte de sus fuerzas bien colocadas podían impedirlo. Los batallones carlistas del Monte Esquinza permanecieron inactivos y no maniobraron, ya que de haber atacado la derecha liberal la hubieran puesto en una grave situación. Y, por último, los carlistas no llevaron nada bien el servicio de aprovisionamiento de municiones, con compañías que no pudieron continuar el combate por falta de cartuchos.